# دانشگاه عمر مختار
دانشگاه عمر مختار جامعة عمر المختار (در عربی: جامعة عمر المختار، در انگلیسی: Omar Al-Mukhtar University)، نام بزرگترین دانشگاه در کشور لیبی است که در سال ۱۹۶۰ در شهر «بیضا» البیضاء تأسیس شد.